# Mladoňov
Mladoňov (německy Bladensdorf) je vesnice na Šumpersku, součást Nového Malína. Dříve byl Mladoňov součástí obce Oskava, od níž byl odloučen k 1. březnu 2003 a připojen k Novému Malínu.

## Historie
První písemná zmínka o obci pochází z roku 1351.

## Pamětihodnosti
V katastru obce jsou evidovány tyto kulturní památky:
- Kostel svatého Mikuláše – barokní jednolodní kostel z roku 1740; k areálu patří ještě:
  - kříž – klasicistní kamenická práce z roku 1801